# Barclaycard Arena (Hamborg)
 For alternative betydninger, se Barclaycard Arena. (Se også artikler, som begynder med Barclaycard Arena)

Barclaycard Arena (oprindeligt Color Line Arena og tidligere kendt som O2 World Hamburg) er en multiarena i Hamborg, Tyskland. Det åbnede i 2002 og kan rumme op til 16.000 personer (13.800 eller 12,947 til sportsbegivenheder). Det er placeret på Altona Volkspark, der støder op til fodboldstadion Volksparkstadion og den nye Volksbank Arena i Hamborgs vestlige Bahrenfeld distrikt.
Arenaen bruges primært til pop/rock-koncerter og var hjemsted for håndboldklubben HSV Hamburg og ishockey Hamburg Freezers indtil begge hold gik konkurs i 2016.